# 昭成会
昭成会は、本部を石川県内に置く暴力団で、指定暴力団山口組の三次団体

## 歴代会長
- 初代 - 中野保昭（五代目山口組若中）
- 二代目 - 田保伸一（六代目山口組若中）[2]
- 三代目 - 坂林秀康